# Willem I van Berg
Willem I van Berg (?-1308) was een jongere zoon van graaf Adolf IV van Berg en Margaretha van Hochstaden. In 1296 volgde hij zijn kinderloos overleden broer Adolf op als graaf van Berg. Tijdens zijn regeringstijd waren er meerdere conflicten met de aartsbisschop van Keulen. Willem steunde koning Albrecht I tegen de keurvorsten van de Rijn en bouwde zo zijn positie tegen het keurvorstendom Keulen verder uit.
Hij stichtte fondsen voor kloosters en kerken, bijvoorbeeld het Kreuzbruderklooster in Beyenburg (nu een stadsdeel van Wuppertal) en het nonnenklooster in Gräfrath. In 1260 had de graaf van Hückeswagen afstand gedaan van het graafschap Hückeswagen dat aan de graven van Berg was verpand en lieten het toevallen aan de graaf Van Berg. Voor de burgers van Hückeswagen was Willem I een weldoener omdat hij hen verhief uit de status om in strikte horigheid voor de hofheren te werken naar het vrijere niveau van werken tegen betaling van bijenwas.
Willem trad in het huwelijk met Irmgard van Kleef, dochter van graaf Diederik VII van Kleef, maar ook zij hadden geen kinderen. Zo werd Adolf, zoon van zijn jongere broer Hendrik (van Windeck), de volgende graaf van Berg.  